# Apologetica
È detta apologetica (dal greco ἀπολογία, apologhía, «discorso in difesa») la disciplina teologica relativa a una precisa corrente di pensiero che si propone di sostenere le tesi dei propri dogmi, in difesa da opposizioni esterne. In questo l'apologetica si differenzia dalla semplice apologia, che è difesa di un particolare argomento, avvenimento o individuo. L'apologetica si è sviluppata massimamente nella dottrina teistica cristiana. In altre religioni (Islam) vi sono, sebbene in numero minore, interessanti esempi di opere apologetiche. 

## Apologetica cristiana
Nel cristianesimo, è detta apologetica quella parte della teologia che ha lo scopo di affermare la ragionevolezza e la credibilità della fede. Un enorme lavoro apologetico fu compiuto dal vescovo Eusebio di Cesarea su mansione dell'imperatore Costantino durante il Concilio di Nicea.
Tra gli strumenti di cui l'apologetica cristiana si serve per questo compito, ricordiamo: la morale naturale (dedotta a partire dal concetto di natura umana), le testimonianze storiche, l'esegesi biblica e la filosofia teologica.
Perché l'azione dell'apologetica sia efficace, essa deve sottostare a criteri di rigore assoluto: ogni ricerca deve quindi essere verificata e documentata, poiché un'apologia entusiasta ma priva di solide basi produrrebbe l'effetto opposto di quello cercato, cioè il discredito delle teorie presentate. Inoltre, l'apologetica non deve mai cadere nell'errore di credersi un teorema dall'esito obbligato; questa disciplina porta ragioni per credere e per confermare una scelta possibile e libera, ma non può obbligare nessuno a credere (rispettando la visione cristiana dove Dio propone e non impone la fede, diversamente da come avviene ad esempio nell'Islam). Solo a queste condizioni sono possibili la lealtà e l'oggettività che caratterizzano le opere apologetiche più importanti.
L'apologetica si è costituita in disciplina autonoma solo assai tardi, separandosi dalla filosofia, sulla quale si fonda, e dalla teologia, alla quale introduce, giustificandone i fondamenti. Però fin dalle origini del cristianesimo ci furono scrittori che studiarono i fondamenti della fede e difesero le verità cristiane dagli attacchi esterni. Essi erano apologisti e la stessa parola «apologia» o «apologetica» già nel II secolo ne indicava l'opera, che mirava a giustificare la dottrina di Gesù Cristo e della sua Chiesa.

### L'apologetica del Nuovo Testamento
Si può dire che il primo apologista fu Gesù Cristo stesso, il quale diede dei segni che dimostravano la verità della sua missione: come «se non volete credere a me, credete alle mie opere» (Gv 10,38), cioè ai suoi miracoli e alla sua condotta di vita, e anche al modo con cui adempì le profezie — come quella di Isaia, citata come una prova ai discepoli di Giovanni Battista (Mt11,4-5;Lc4,17-21). Questi segni di verità però assumono tutta la loro forza solo per chi ha volontà retta: «Se qualcuno vuol fare la volontà di Dio, egli sarà...» (Gv 7,17).
1 Pt 3:15 esorta i cristiani a essere sempre pronti a fornire a chiunque, con dolcezza e rispetto, le ragioni della loro speranza che è attesa operosa del Cristo risorto. Questo passo fu citato numerose volte dai Padri della Chiesa a sostegno della necessità della loro opera apologetica.
Gli apostoli disposero la loro catechesi nella stessa inquadratura apologetica, basando la loro predicazione di "testimoni" sui miracoli e sull'adempimento delle profezie. Questo duplice tema ritorna e si associa benissimo (per esempio in San Paolo) con l'utilizzazione dei dati essenziali della teodicea, preparazione alla fede cristiana, o (in San Giovanni) alla ripetuta affermazione che «Dio è amore» e allo stesso tempo è luce.
In generale, il Nuovo Testamento afferma che Gesù Cristo  è morto e risuscitato "secondo le Scritture", sottolineando il valore di prova costituito dalla risurrezione: i primi cristiani erano quindi forniti di elementi per non ricadere nel giudaismo e per sentire la loro fede come solidamente fondata.

### L'apologetica dei Padri
Gli scrittori cristiani della prima generazione dopo gli Apostoli, i cosiddetti Padri apostolici, preziosi testimoni della Chiesa del loro tempo, presentano già in modo interessante alcuni aspetti dell'argomento profetico, pur non pensando di fare opera propriamente apologetica.
Gli scrittori della generazione successiva, cioè i Padri apostolici, devono il loro nome al proposito esplicito di difendere il cristianesimo rivolgendo agli imperatori, o a tutti i "Greci" (i pagani), esposizioni che confutavano le obiezioni e che facevano vedere i titoli di credibilità della religione cristiana.
Per lo più scrivono in greco, come:

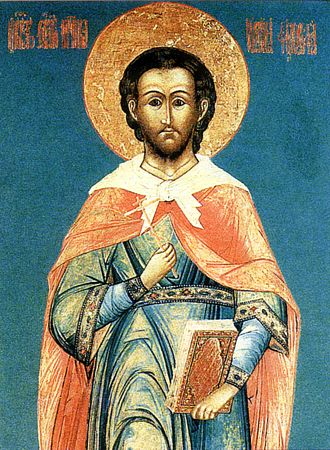
San Giustino, icona russa

- sant'Aristide Marciano, san Melitone di Sardi;
- san Giustino Martire, che compose una duplice Apologia e il Dialogo con il giudeo Trifone
- il suo discepolo Taziano, che alle pagine ironiche e talvolta violente del Discorso ai Greci mescolò uno spirito d'invettiva estraneo agli scrittori del suo gruppo (egli fu poi considerato eretico);
- il calmo e ponderato Atenagora di Atene, con la sua Supplica per i cristiani;
- Teofilo di Antiochia, con i tre libri Ad Autolieo.

Più tardi sorgono gli apologisti di lingua latina, come:
- Minucio Felice,
- Tertulliano, dallo spirito permeato d'una formazione logica e giuridica, che, nell'Apologetico, si rivolge ai persecutori con una dialettica che trascina; nel trattatello Della testimonianza dell'anima parla dell'«anima naturalmente cristiana» e, nel trattato Della prescrizione, volge contro gli eretici un argomento di diritto. In Tertulliano spira sempre un'ostilità di rigorista contro la cultura pagana, e alla fine spinse l'intransigenza e l'ascetismo fino all'accettazione di una dottrina considerata eretica dalla maggior parte della Chiese moderne.

Tutti questi apologisti confutano le accuse rivolte contro i cristiani, dimostrano l'illogicità e l'ingiustizia della legislazione persecutoria e, nello stesso tempo, apportano anche un'argomentazione positiva, facendo valere la prova desunta dalle profezie, insistendo parimenti sulla prova desunta dai miracoli. Alle accuse contro le assemblee cristiane Giustino oppose la descrizione esatta della liturgia.
L'autore anonimo di un'elegante Lettera a Diogneto, spiegando come i cristiani sono «l'anima del mondo», valorizza la santità della Chiesa; più tardi Ireneo di Lione, confutando lo gnosticismo nel trattato Contro le eresie, esprime in formule già definitive l'idea dell'apostolicità della Chiesa e l'importanza della tradizione.
Nel III secolo fioriscono in Occidente ancora alcuni nomi di apologisti, come:
- Ippolito di Roma col trattato Contro i Greci, perduto;
- san Cipriano di Cartagine;
- il poeta popolare Commodiano;
- Arnobio, che dopo la conversione scrisse Contro le nazioni (i pagani) con grande verve ironica;
- il suo discepolo Lattanzio, che, per difendere la Provvidenza, la mostra in atto raccontando la morte dei persecutori.

L'attività di Clemente Alessandrino e Origene, i grandi creatori della scuola di Alessandria, ha un'importanza più duratura.
- Clemente nell'insieme della sua opera, di cui ci restano il Protrettico ("Esortazione ai Greci"), il Pedagogo e gli Stromati ("Tappeti"), tenta una nuova apologetica, profonda quanto accogliente, la quale, lanciandosi per vie inesplorate, ha solo il difetto di non prevederne tutti gli scogli, nonostante le migliori intenzioni.
- Lo stesso accade al suo geniale e generoso discepolo Origene, che tentò una sintesi potente, ma prematura, molto ortodossa nel desiderio, ma in realtà talvolta inquietante; uno dei suoi ultimi scritti, Contro Celso, confutò metodicamente un avversario del cristianesimo che si serviva della filosofia credendosi molto bene informato, opponendogli una messa a punto notevole per quel tempo[6].

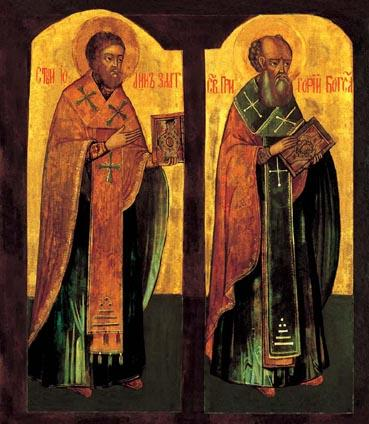
San Giovanni Crisostomo e San Gregorio Nazianzeno, icona russa del XVIII secolo

Nella fiorente letteratura dei secoli IV e V, occasionata dalle grandi dottrine trinitarie e cristologiche, l'apologetica occupa il suo posto, sebbene secondario.
- Lo storico Eusebio di Cesarea, che confutò i pagani Porfirio e Ierocle di Alessandria (solo lo scritto contro il secondo è giunto fino a noi), è l'autore della Preparazione e della Dimostrazione evangelica, che continuavano con una Preparazione e una Dimostrazione ecclesiastica, oggi perdute.
- I Discorsi contro i Greci di sant'Atanasio, unitamente ai Discorsi sull'Incarnazione del Verbo, confutano il paganesimo e dimostrano che le profezie si sono adempiute in Cristo.
- Ilario di Poitiers nel trattato Sulla Trinità traccia il suo itinerario verso la verità cattolica.
- Il libro di Giuliano Contro i Cristiani ispirò le confutazioni di Gregorio Nazianzeno e di Apollinare di Laodicea.
- invece Macario di Magnesia si volse contro Porfirio e san Gregorio Nisseno scrisse Contro i pagani, valendosi del senso comune.
- Firmico Materno ironizzò invece sui culti pagani.
- Giovanni Crisostomo dimostrò anche, contro giudei e pagani, la divinità di Gesù Cristo.
- Sant'Ambrogio e il poeta Prudenzio si volsero contro Quinto Aurelio Simmaco, nella disputa sull'altare della Vittoria.

Però il principe degli apologisti di allora fu Agostino d'Ippona, che — sia con il racconto della sua esperienza personale nelle Confessioni, sia con la Città di Dio e la glorificazione del governo della Provvidenza, che dà il senso alla storia universale — apportò all'apologetica un contributo fondamentale.
Dopo Agostino si ricorda ancora qualche opera di valore nei secoli V-VII:
- La guarigione delle malattie pagane di Teodoreto di Cirro;
- i trenta libri Pro sancta christianorum religione adversus libros athei Juliani di san Cirillo d'Alessandria;
- il trattato Del governo di Dio di Salviano di Marsiglia;
- le dimostrazioni dirette contro i Giudei di sant'Isidoro di Siviglia e di Giuliano di Toledo.

### L'apologetica nel Medioevo
Dopo la nascita e l'affermazione dell'Islam, gli scritti apologetici hanno presenti non solo i giudei e i pagani, uomini di cultura ellenistica, ma anche i musulmani. Operano così, in Oriente, san Giovanni Damasceno e Teodoro Abu Qurrah, mentre in Occidente vedono la luce gli scritti di sant'Isidoro di Siviglia. Procedendo negli anni, si ricordano:
- nell'XI secolo, san Pier Damiani;
- nel XII secolo, Ruperto di Deutz e Pietro il Venerabile;
- nel XIV secolo, Raimondo Martini, il beato Raimondo Lullo e Ricoldo da Montecroce. È dello stesso periodo la fondamentale Summa contra gentiles di san Tommaso d'Aquino, nota anche come Sulla verità della fede cristiana contro gli errori dei non credenti;
- nel XV secolo, Georgios di Propezon, Juan Torquemada, Dionigi Certosino e Gerolamo Savonarola con Il trionfo della croce.

### L'apologetica cattolica post-riformistica

#### Dalla Controriforma all'Ottocento
I cattolici, a partire dal Cinquecento, si trovano impegnati in importanti dispute teologiche contro i protestanti: gli scritti apologetici devono quindi tener conto di questi nuovi destinatari. Fra le opere più importanti, ancora una volta in ordine cronologico:
- nel XVI secolo, Sulla verità della fede cristiana, dell'umanista Juan Luis Vives;
- nel XVII secolo, Les trois verités, in cui Pierre Charron affronta a viso aperto atei, non cristiani e protestanti. La coeva opera di Blaise Pascal si contraddistingue per l'antirazionalismo: difatti la fede, nell'ottica cattolica, è ragionevole, non razionale. A questo proposito è degna di nota una deriva razionalistica che si produce nel gesuita Miguel de Elizalde, il quale tenta una dimostrazione quasi matematica della Rivelazione;
- nel XVIII secolo, gli scritti di sant'Alfonso Maria de' Liguori, di Giovanni Bernardo De Rossi e di Antonino Valsecchi.[7] In questo periodo, dalla reazione all'ateismo sempre più violento e diffuso, nasce il metodo dell'approccio graduale, che sostiene in primo luogo le verità della teologia naturale, poi la possibilità e la necessità della Rivelazione, infine il fatto stesso della Rivelazione; metodo iniziato in Francia, poi sviluppato in Germania, quindi portato ad alto grado di elaborazione dal domenicano Pietro Maria Gazzaniga;
- nel XIX secolo, contro il razionalismo illuministico, si situano in Francia i lavori di Joseph de Maistre, Louis de Bonald, François-René de Chateaubriand ed Ernest Hello, in Spagna quelli di Jaime Balmes e Juan Donoso Cortés, in Belgio quelli del cardinale Victor Deschamps, in Germania gli scritti di Bruno Liebermann e Johann Sebastian Drey, in Italia quelli del gesuita Giovanni Perrone e di Emiliano Avogadro della Motta, in Inghilterra del cardinale John Henry Newman, mentre negli Stati Uniti vedono la luce le opere di Orestes Brownson e del cardinale James Gibbons.

#### Dal Concilio Vaticano I a oggi
(Papa Giovanni Paolo II, discorso ai vescovi della Conferenza Episcopale delle Antille, 7 maggio 2002)
Il ritrovato equilibrio fra ragione e fide a opera del concilio Vaticano I fornisce nuovi strumenti all'apologetica, che si può riproporre con successo in veste neoscolastica, ma non ne impedisce la crisi: il pensiero cattolico si trova a confrontarsi con le forti ideologie liberali e marxiste e, anche a causa di ragioni storico-politiche (le violente ondate anticattoliche che si sviluppano in Francia e Italia, ad esempio) non riesce a sviluppare una reazione appropriata. La crisi si approfondirà nel Novecento e raggiungerà il suo apice nel turbolento periodo successivo al concilio Vaticano II, quando ne viene addirittura messa in dubbio l'utilità da ampi settori del mondo cattolico.
Il punto di svolta che segna una rinascita dell'apologetica può essere individuata nel libro Ipotesi su Gesù, di Vittorio Messori, uscito nel 1976; gli ultimi anni vedono infatti un rinnovato interesse a questo tema, cui si dedicano figure intellettuali (Antonio Livi, Rino Cammilleri, per citarne solo alcune) e periodici specializzati. Lo stesso pontificato di Giovanni Paolo II ha ribadito fermamente il tema del connubio fede-ragione (si veda l'enciclica Fides et Ratio), che, nel rifiuto del fideismo della prospettiva cattolica, è alla base dell'apologetica. La cristianità non è un'idea, un pensiero, ma è concreta, ed è proprio quello che intende dire l'apologetica.

### L'apologetica protestante
La prima opera di apologetica protestante fu composta dall'olandese Ugo Grozio: Sulla verità della religione cristiana. Quest'opera, pubblicata nel 1632, e successivamente tradotta in varie lingue, principalmente difendeva la storicità dei vangeli; indirizzava inoltre alcune critiche alle dottrine giudaica e musulmana.

## Apologetica islamica
Alcuni apologisti dell'Islam hanno difeso il Corano servendosi di argomenti razionalistici ed empiristici, e ricorrendo all'argomento cosmologico per dimostrare l'esistenza di Dio. 
Tra i massimi pensatori musulmani, ricordiamo Al-Ghazali, autore di diverse opere apologetiche musulmane. La più celebre tra esse è l'"al-Munqidh min ad-dalal", operetta didascalico - apologetica, di impronta etica e di orientamento sufi, volta a penetrare il problema della rinnovazione religiosa dell'umanità e a difendere i diritti di Dio. Attraverso onestà e spiccata oggettività, sviluppa un metodo apologetico che desta profondo interesse anche in ecclesiastici e studiosi cristiani, cattolici e protestanti.
A dimostrazione della sua valida e rinomata apologia religiosa, a oggi è nota l'espressione di "metodo apologetico ghazzaliano". 
Lo studioso sudafricano Ahmed Deedat fu un prolifico autore che argomentò riguardo alle discrepanze presenti nella Bibbia in rapporto al Corano, e conseguentemente affermò che il Vangelo di Barnaba, un apocrifo medievale, fosse l'unica autentica narrazione storica della vita di Gesù.
I musulmani hanno attualmente sviluppato una propria forma di creazionismo, il cosiddetto creazionismo islamico.

## Apologetica mesopotamica
I primi esempi di apologetica risalgono alla tarda età del bronzo nella mitologia mesopotamica, riscontrabili nell'ascesa di Marduk nel Pantheon divino nel racconto dell'Enûma Elish, divinità protettrice di Babilonia, divenendo il Signore degli Anunnaki quando la città divenne la capitale della Mesopotamia.